# 第16回全国中等学校ラグビーフットボール大会
第16回全国中等学校ラグビーフットボール大会（だい16かいぜんこくちゅうとうがっこうラグビーフットボールたいかい）は、1934年（昭和9年）1月に兵庫県西宮市の甲子園南運動場で開催された、旧制中学校・実業学校および師範学校を対象としたラグビー競技大会である。

## 概要
今大会から参加校数が12校になり、シード制が復活した。

## 参加チーム
太字はシード校。
- 北海中学校（北海道）（初出場）
- 秋田県立秋田工業学校（秋田県・実業学校）（5年連続5回目）
- 慶應義塾普通部[1]（東京都）（2年ぶり7回目）
- 京都市立第一商業学校（京都府）（2年連続12回目）
- 大阪府立天王寺中学校（大阪府）（2年ぶり6回目）
- 兵庫県立第二神戸中学校（兵庫県）（2年連続2回目）
- 広島県立第一中学校（広島県）（初出場）
- 徳島県脇町中学校（徳島県）（初出場）
- 福岡県立福岡中学校（福岡県）（2年連続6回目）
- 台北州立台北第一中学校（外地）（2年ぶり3回目）
- 京城師範学校（外地・師範学校）（5年連続5回目）
- 鞍山中学校[2]（外地）（3年連続3回目）

## 試合結果

### 1回戦
- 京城師 58-0北海中
- 京一商 8 -8天王寺中（抽選で京一商が勝ち抜け）
- 神戸二中 40 -0脇町中
- 台北一中 40 -0広島一中

### 2回戦
- 京城師 16-0京一商
- 鞍山中 9 -3福岡中
- 秋田工 27 -3慶應普通部
- 神戸二中 6 -6 台北一中（抽選で神戸二中が勝ち抜け）

### 準決勝
- 京城師 49 -0鞍山中
- 秋田工 11 -6神戸二中

### 決勝
- 秋田工 8 -5京城師

秋田工が初優勝を果たした。